# Argyrodes gemmatus
Argyrodes gemmatus là một loài nhện trong họ Theridiidae.
Loài này thuộc chi Argyrodes. Argyrodes gemmatus được William Joseph Rainbow miêu tả năm 1920.